# Тачено
Тачено (итал. Taceno) је насеље у Италији у округу Леко, региону Ломбардија.
Према процени из 2011. у насељу је живело 508 становника. Насеље се налази на надморској висини од 476 м.

## Становништво
Према резултатима пописа становништва 2011. у општини је живело 541 становника.
| 1931. | 1936. | 1951. | 1961. | 1971. | 1981. | 1991. | 2001. | 2011. |
| ----- | ----- | ----- | ----- | ----- | ----- | ----- | ----- | ----- |
| 415   | 392   | 393   | 356   | 401   | 409   | 395   | 465   | 541   |